# Signe Færch
Signe Færch (født 20. januar 1982 i Odense) er en dansk socialrådgiver, socialfaglig debattør og formand for Dansk Socialrådgiverforening (DS). Hun var fra 2009-2014 medlem af Borgerrepræsentationen i Københavns Kommune for Enhedslisten.

## Baggrund
Signe Færch er datter af socialrådgiver Lise Færch (født 1952) og gymnasielektor Ole Villum Mortensen (født 1947, død 2001). Hun er vokset op i Odense, hvor hun blev student fra Mulernes Legatskole i 2001.
I 2009 blev hun BA i offentlig administration på Roskilde Universitetscenter (RUC). 2009-13 uddannede hun sig til socialrådgiver på professionshøjskolen Metropol.
Signe Færch er bosat i Brønshøj og har 3 børn med kæresten Anders.

## Virke som socialrådgiver og fagforeningsrepræsentant
Færch blev 2013 ansat som familierådgiver i Greve Kommune og i 2016 som socialrådgiver på børne- og ungdomsområdet i Gentofte Kommune. I løbet af sin ansættelse i Gentofte Kommune blev hun valgt som tillidsrepræsentant. Siden 2021 har hun arbejdet i den sociale døgnvagt i Københavns Kommune.
I 2018 blev Færch valgt til hovedbestyrelsen for Dansk Socialrådgiverforening. I 2020-2021 var hun vikarierende næstformand i fagforeningen, og i september 2022 blev hun valgt til foreningens nye formand for en to-årig periode.

## Politisk virke
Signe Færch var opstillet som kandidat for Enhedslisten i Fyns Amtskreds ved folketingsvalget i 2005. I otte dage i oktober samme år var hun suppleant i folketinget for Rune Lund.
Ved kommunalvalget i 2009 blev Signe Færch indvalgt i Københavns Borgerrepræsentation for Enhedslisten. Ved kommunalvalget i 2013 genvalgtes hun til borgerrepræsentationen som den kandidat fra Enhedslisten, der fik flest personlige stemmer (4.271 stemmer). Som medlem af borgerrepræsentationen sad Signe Færch bl.a. i Social-, Borgerrådgiver-, Beskæftigelse- og integrationsudvalget. Hun udtrådte af borgerrepræsentationen i 2014 for at fokusere på sit arbejde som socialrådgiver.
Færch har været medlem af Enhedslistens hovedbestyrelse i perioderne 2012-2013 og 2017-2018.

## Notater
1. ↑  Hun skal give stemme til dem, der ingen stemme har: Udsatteråd i Odense får en markant profil som ny formand | fyens.dk
2. 1 2  https://www.linkedin.com/in/signe-f%C3%A6rch-22681258/?originalSubdomain=dk
3. 1 2 3  "Arkiveret kopi". Arkiveret fra originalen 29. september 2022. Hentet 29. september 2022.
4. ↑  "Opstillingsgrundlag". Arkiveret fra originalen 29. september 2022. Hentet 29. september 2022.
5. ↑  https://www.linkedin.com/in/signe-f%C3%A6rch-22681258/?originalSubdomain=dkhttps://signefaerch.dk/opstilling Arkiveret 29. september 2022 hos  Wayback Machine
6. ↑  https://www.linkedin.com/in/signe-f%C3%A6rch-22681258/?originalSubdomain=dkhttps://signefaerch.dk/om Arkiveret 29. september 2022 hos  Wayback Machine
7. ↑  Ny formand for Dansk Socialrådgiverforening - Dansk Socialrådgiverforening
8. ↑  https://www.ft.dk/medlemmer/mf/s/signe-faerch
9. ↑  Kommunalvalg KÃ¸benhavn kommune
10. ↑  Personlige stemmer - KÃ¸benhavn kommune
11. ↑  Signe Færch forlader Københavns Borgerrepræsentation - Altinget:
12. ↑  Magtfulde EL-folk vil fastholde hård linje over for Thorning, politiken.dk, 6. maj 2012